# Oti
Oti (Oti-Xavante, Oti-Chavante, Otí Sávante, Eo-Chavante).- Pleme, jezik i jezična porodica američkih Indijanaca iz brazilske države São Paulo na rijekama Peixe i Pardo pokraj Campos Novosa. Oti su bili locirani i u području Paranapaneme, pritoci Parane a i području Platine, 50 kilometara od Ourinhosa. Jezično čine samostalnu porodicu unutar Velike porodice Macro-Ge. Njihovih potomaka bilo je na rezervatima A.I. Icatu (općina Braúnas) i A.I. Vanuire (općina Tupã). Kao etnička grupa nestali su 1988.

## Vanjske poveznice
- Ethnologue (14th)
- Ethnologue (15th)

Ethnologue (16th)
- Oti